# District de Bayzak
Le  district de Bayzak (kazakh : Байзақ ауданы; russe : Жамбылский район) est un district de l'oblys de Djamboul au sud-est du Kazakhstan. 

## Géographie
Son centre administratif est la localité de Sarykemer. 

## Démographie
Sa population est de 93 881 habitants en 2013.